# ProSieben Schweiz
ProSieben Schweiz est la déclinaison suisse alémanique de la chaîne de télévision privée allemande ProSieben.

## Histoire de la chaîne
Le 3 février 2006, ProSieben inscrit au registre du commerce sa société ProSieben Schweiz puis auprès de l'OFCOM, qui accorde à ProSieben une concession suisse. La chaîne diffuse dès le début essentiellement un programme publicitaire différent à destination du marché suisse, sans pour autant diffuser des programmes spécifiques à la Suisse, comme le fait par exemple Sat.1 Schweiz.
Après que l'OFCOM ait modifié la loi sur la télévision, la chaîne n'a plus besoin de demander une concession dès 2008 et ne doit que s'annoncer.
Comme l'annonce le Groupe ProSiebenSat1 dans son communiqué de presse en allemand, "ProSieben Schweiz a été créée en 2006 dans le but de suivre la stratégie payante de Sat.1 Schweiz afin d'ancrer encore plus la chaîne au sein de la population suisse et du marché publicitaire helvétique."
Les fenêtres publicitaires sont commercialisées par IP Multimédia, qui commercialise également les fenêtres publicitaires pour Sat.1 Schweiz et M6 Suisse.

## Programmes
ProSieben Schweiz diffuse principalement les mêmes programmes que la version allemande à la différence des spots publicitaires qui sont spécifiques au marché suisse.
Dès le 7 février 2008, certains de ses programmes sont toutefois différents de la version originale allemande. Lorsque les programmes suisses sont diffusés, le public suisse n'a plus accès aux programmes de la chaîne-mère. La langue de diffusion des programmes destinés à la Suisse sont en suisse allemand.

### Programmes spécifiques pour la Suisse
- We love boat, real-tv
- Faces TV[6], magazine people
- Funky Kitchen Club die Essenz des Kochens, émission culinaire[7], real-tv
- Post-it Street Challenge, Quiz suisse se passant dans diverses villes helvétiques
- Swiss Music Awards (2009), (2010)[8]
- The Masked Singer Switzerland

## Organisation

### Dirigeant
- Mike Gut: CEO[9]

### Diffusion
La chaîne est diffusée en clair sur le satellite Astra 1H (19.2°Est), ainsi que sur certains réseaux câblés suisses et par Swisscom TV. ProSieben Schweiz est diffusée dans toute la Suisse, également dans les régions francophones et italophones.

## Logos